# Reichstag
Der Reichstag (på dansk: Rigsdag) var betegnelsen for det tyske parlament tilbage fra det tysk-romerske rige, hvor det dog ikke var et parlament i demokratisk forstand. Med dette riges sammenbrud i 1806 blev reichstagen overtaget af de forskellige tyske sammensætninger i det 19. århundrede, nu på mere eller mindre demokratisk grundlag, og med Weimarrepublikken i 1919 blev det et ægte demokratisk parlament. Ved fredsslutningen i 1945 og Tysklands deling ophørte Rigsdagen.
Der Reichstag har bestået i flere perioder:
- Rigsdagen (Det tysk-romerske rige)
- Forbundsdagen (Det tyske forbund)
- Frankfurtparlamentet
- Rigsdagen (Det nordtyske forbund)
- Rigsdagen (Det Tyske Kejserrige)
- Rigsdagen (Weimarrepublikken)